# Скирда Михайло Михайлович
Михайло Михайлович Скирда (25 грудня 1904 (7 січня 1905), Єлизаветградка — 2 лютого 1979, Київ) — радянський офіцер, один з керівників підпільного і партизанського руху в Україні часів німецько-радянської війни, генерал-майор МВС СРСР.

## Біографія
Народився 25 грудня 1904 (7 січня 1905) року в селі Єлизаветградці Херсонської губернії (нині селище міського типу Олександрівського району Кіровоградської області).
Член ВКП(б) з 1931 року. З 1932 року на партійній роботі. Працював в Одеській та Миколаївській областях. З 1938 до січня 1939 року — 1-й секретар Знам'янського районного комітету КП(б)У Миколаївської області.
З січня по травень 1939 року — 3-й секретар Кіровоградського обласного комітету КП(б)У. З травня 1939 по серпень 1941 року — секретар Кіровоградського обласного комітету КП(б)У із кадрів.
З серпня 1941 по грудень 1943 року — секретар Кіровоградського підпільного обкому КП(б)У, командир партизанського з'єднання.
З березня 1944 по серпень 1948 року — секретар Кіровоградського обласного комітету КП(б)У із кадрів. У 1948 році відряджений на навчання до Вищої партійної школи при ЦК ВКП (б). Після її закінчення з липня 1951 по лютий 1952 року працював інспектором Центрального комітету КП(б)У.
З лютого 1952 року — начальник політвідділу та заступник начальника Управління міліції Міністерства державної безпеки Української РСР із політичної частини. З 1953 року обіймав посаду начальника політичного відділу Міністерства внутрішніх справ Української РСР, з 1956 року — начальника тюремного відділу МВС Української РСР.
З 1956 року полковник Михайло Скирда очолював Київську спеціальну середню школу міліції Міністерства внутрішніх справ СРСР. 23 січня 1959 йому присвоєно звання комісара міліції 3-го рангу. У 1960 році переведений на посаду заступника з господарської частини начальника Вищої школи Міністерства внутрішніх справ Української РСР.

Могила Михайла Скирди

З серпня 1961 до серпня 1965 року служив начальником Управління охорони громадського порядку (згодом — Управління внутрішніх справ) Кіровоградського облвиконкому. У 1965 році вийшов на пенсію. У порядку переатестації йому присвоєно звання генерал-майора міліції. Проживав у Києві. Помер 2 лютого 1979 року, похований на Лук'янівському військовому кладовищі (ділянка № 12).

## Відзнаки
Нагороджений орденами Леніна та Трудового Червоного Прапора, низкою медалей,  Почесною Грамотою Президії Верховної Ради Української РСР (16.01.1975).
Почесний громадянин міста Знам'янки.